# Protection (Kansas)
Protection è una città degli Stati Uniti d'America, nella contea di Comanche, nello Stato del Kansas.